# Idioteque

Idioteque est la huitième piste de l’album Kid A de Radiohead, sorti en 2000.
Sous-tendue par des rythmes électroniques, Idioteque est une des pièces qui met en valeur la direction musicale moins rock et plus électronique prise par le groupe à partir de Kid A. Elle reste une chanson favorite des fans, surtout lors des concerts, et a d'ailleurs été jouée à presque tous les concerts depuis 2001.
La partie harmonique de la chanson est un sample extrait de la pièce Mild und Leise du compositeur américain Paul Lansky et datant de 1973. Jonny Greenwood, en grande partie à l'origine du morceau, a écrit à Lansky pour lui demander l'autorisation d'utiliser ce sample, lequel a accepté et est même venu assister à un concert du groupe donné en fin d'année 2000.
Une autre partie de l'œuvre est également un sample, cette fois-ci extrait de Short Piece (In Memory of My Father) du compositeur américain Arthur Kreiger en 1974. Ce sample est présent au début du morceau.
En 2021, Idioteque est classée en 48e position dans la liste des « 500 plus grandes chansons de tous les temps » du magazine américain Rolling Stone, qui la désigne comme étant « la pièce maîtresse, inquiétante et envoûtante de Kid A ».